# Grecia en los Juegos Olímpicos de Turín 2006
Grecia estuvo representada en los Juegos Olímpicos de Turín 2006 por cinco deportistas, tres hombres y dos mujeres, que compitieron en tres deportes.
El portador de la bandera en la ceremonia de apertura fue el esquiador de fondo Lefteris Fafalis. El equipo olímpico griego no obtuvo ninguna medalla en estos Juegos.